# 카쿰 국립공원
카쿰 국립공원(영어: Kakum National Park)은 가나 공화국에서 지정한 국립공원 가운데 하나로, 중앙주의 해안가를 따라 세워져 있다. 면적은 약 375km2이며 1931년 보호구역으로 지정되었다가 1992년 국립공원으로 승격되었다. 공원 전체가 빽빽한 열대우림으로 되어 있다.